# 성난 바다
성난 바다(Hafid, The Sea)는 노르웨이에서 제작된 발타자르 코루마쿠르 감독의 2002년 드라마 영화이다. 구나르 아이조프슨 등이 주연으로 출연하였고 발타자르 코루마쿠르 등이 제작에 참여하였다.

## 출연

### 주연
- 구나르 아이조프슨
- 힐미르 스나에르 구오나손

### 조연
- 엘렌 드 푸제롤레
- 크리스보그 켈드
- 스벤 노딘
- 구드런 지슬라도터